# U-653
Il sommergibile U-653 era un'unità classe U-Boot Tipo VII-C della Kriegsmarine, in servizio durante la seconda guerra mondiale. Fu ordinato il 9 aprile 1940 e venne costruito ad Amburgo come numero di cantiere 802, varata il 22 marzo 1941 ed entrò in servizio il 25 maggio 1941 sotto il Kapitänleutnant Gerhard Feiler.

## Progettazione
I sommergibili di tipo VIIC di tipo tedesco sono stati preceduti dai sommergibili tipo VIIB più corti.
L'U-653 aveva una stazza di 769 tonnellate in superficie e 871 in immersione. Aveva una lunghezza totale di 67,10 m, una lunghezza dello scafo a pressione di 50,50 m, un baglio di 6,20 m, un'altezza di 9,60 m, e un pescaggio di 4,74 m. Il sottomarino era alimentato da due motori diesel sovralimentati a quattro tempi della Germaniawerft F46 a sei cilindri che producevano da 2.800 a 3.200 cavalli metrici (da 2.060 a 2.350 kW) per l'uso in superficie. Due motori elettrici a doppia azione Brown, Boveri & Cie GG UB 720/8 producevano un totale di 750 cavalli metrici (550 kW) per l'uso in immersione. Aveva due alberi e due eliche 1,23 m. Il battello era in grado di operare fino a 230 metri di profondità.
Il sommergibile aveva una velocità di superficie massima di 17,7 nodi e una velocità massima in immersione di 7,6 nodi. Una volta immerso, il battello poteva operare per 80 miglia nautiche a 4 nodi, mentre una volta emerso poteva percorrere 8.500 miglia nautiche a 10 nodi. L'U-653 era dotato di cinque tubi lanciasiluri da 53,3 cm (quattro montati a prua e uno a poppa), quattordici siluri, un cannone navale SK C / 35 da 8,8 cm, 220 colpi e un bicilindrico da 2 cm (0,79 pollici) C/30 cannone antiaereo. Il sommergibile aveva un equipaggio variabile da quarantaquattro a sessanta uomini.

## Servizio dell'U-653
La carriera dell'equipaggio del sommergibile iniziò con l'addestramento presso il 1st U-boat Flotilla il 25 maggio 1941. L'equipaggio divenne attivo il 1º dicembre 1941 come parte della 1ª flottiglia fino all'affondamento dell'U-653 avvenuto nel 1944.
In nove pattugliamenti affondò tre navi mercantili, per un totale di 14.983 tonnellate di stazza lorda (TSL), e una nave da guerra di 840 tonnellate.

### Wolfpacks
L'U-653 ha preso parte a 15 wolfpack, vale a dire:
- Pfadfinder (21 maggio 1942 – 27 maggio 1942)
- Blücher (14 agosto 1942 – 18 agosto 1942)
- Natter (2 novembre 1942 – 8 novembre 1942)
- Westwall (8 novembre 1942 – 16 dicembre 1942)
- Hartherz (3 febbraio 1943 – 7 febbraio 1943)
- Ritter (11 febbraio 1943 – 26 febbraio 1943)
- Burggraf (4 marzo 1943 – 5 marzo 1943)
- Raubgraf (7 marzo 1943 – 15 marzo 1943)
- Coronel (4 dicembre 1943 – 8 dicembre 1943)
- Coronel 1 (8 dicembre 1943 – 14 dicembre 1943)
- Coronel 2 (14 dicembre 1943 – 17 dicembre 1943)
- Föhr (18 dicembre 1943 – 23 dicembre 1943)
- Rügen 6 (23 dicembre 1943 – 28 dicembre 1943)
- Rügen 7 (28 dicembre 1943 – 2 gennaio 1944)
- Rügen 6 (2 gennaio 1944 – 5 gennaio 1944)
- Preussen (4 marzo 1944 – 15 marzo 1944)

### Affondamento
L'U-653 fu affondato il 15 marzo 1944 nell'Atlantico settentrionale in posizione 53° 46'N 24° 35'W, da cariche di profondità sganciate da degli Swordfish, dalla HMS Starling e dalla HMS Wild Goose. Non ci furono sopravvissuti.

## Riepilogo della storia delle incursioni
| Data             | Nome          | Nazionalità | Stazza lorda | Destino     |
| ---------------- | ------------- | ----------- | ------------ | ----------- |
| 28 febbraio 1942 | Leif          | Norvegia    | 1.582 t      | Affondata   |
| 17 maggio 1942   | Peisander     | Regno Unito | 6.225 t      | Affondata   |
| 7 giugno 1942    | USS Gannet    | Stati Uniti | 840 t        | Affondata   |
| 24 febbraio 1943 | Madoera       | Paesi Bassi | 9.382 t      | Danneggiata |
| 12 marzo 1943    | Thomas Hooker | Stati Uniti | 7.176 t      | Affondata   |